# Islote Pólvora
Die Islote Pólvora (spanisch für Puderinsel) ist eine kleine Insel vor der Danco-Küste des Grahamlands im Norden der Antarktischen Halbinsel. Sie liegt östlich von Enterprise Island in der Wilhelmina Bay und begrenzt gemeinsam mit Pythia Island den Gouvernøren Harbour von Norden.
Ihr Name erscheint erstmals auf einer chilenischen Karte aus dem Jahr 1947.